# ساندرا لونش
ساندرا لونش (بالإنجليزية: Sandra Lynch)‏ هي قاضية أمريكية، ولدت في 31 يوليو 1946 في أوك بارك في الولايات المتحدة.

## وصلات خارجية
- ساندرا لونش على موقع إن إن دي بي (الإنجليزية)